# Besta deild kvenna 2025
Die Besta deild kvenna 2025 ist die 54. Spielzeit der höchsten isländischen Spielklasse im Frauenfußball. Die Hauptrunde begann am 15. April 2025 und endet am 20. September 2025. Anschließend finden die Meister- und die Abstiegsrunde statt.

## Statistiken

### Tabelle
| Pl.                    | Verein                         | Sp. | S  | U | N  | Tore    | Diff. | Punkte |
| ---------------------- | ------------------------------ | --- | -- | - | -- | ------- | ----- | ------ |
| 1.                     | Breiðablik Kópavogur (M)       | 14  | 12 | 1 | 1  | 056:110 | +45   | 37     |
| 2.                     | FH Hafnarfjörður               | 13  | 10 | 1 | 2  | 033:150 | +18   | 31     |
| 3.                     | Þróttur Reykjavík              | 13  | 9  | 2 | 2  | 027:130 | +14   | 29     |
| 4.                     | Valur Reykjavík (P)            | 14  | 6  | 3 | 5  | 020:210 | −1    | 21     |
| 5.                     | Þór/KA                         | 13  | 6  | 0 | 7  | 023:250 | −2    | 18     |
| 6.                     | UMF Stjarnan                   | 13  | 5  | 0 | 8  | 017:280 | −11   | 15     |
| 7.                     | Fram Reykjavík (N)             | 13  | 5  | 0 | 8  | 018:330 | −15   | 15     |
| 8.                     | UMF Tindastóll                 | 13  | 4  | 2 | 7  | 018:240 | −6    | 14     |
| 9.                     | Víkingur Reykjavík             | 13  | 3  | 1 | 9  | 021:330 | −12   | 10     |
| 10.                    | Fjarðabyggð/Leiknir/Höttur (N) | 13  | 1  | 0 | 12 | 008:380 | −30   | 03     |
| Stand: 14. August 2025 |                                |     |    |   |    |         |       |        |

Platzierungskriterien: 1. Punkte – 2. Tordifferenz – 3. geschossene Tore

| (M) | amtierender isländischer Meister     |
| (P) | amtierender isländischer Pokalsieger |
| (N) | Neu/Aufsteiger der letzten Saison    |

### Kreuztabelle
| Heim- / Gastmannschaft     | Breiðablik Kópavogur | FLH | Fram Reykjavík | FH Hafnarfjörður | UMF Stjarnan | Þór/KA | Þróttur Reykjavík | UMF Tindastóll | VAL | Víkingur Reykjavík |
| -------------------------- | -------------------- | --- | -------------- | ---------------- | ------------ | ------ | ----------------- | -------------- | --- | ------------------ |
| Breiðablik Kópavogur       | —                    | 6:0 | 7:1            | –:–              | 6:1          | –:–    | 3:1               | –:–            | 4:0 | 4:0                |
| Fjarðabyggð/Leiknir/Höttur | –:–                  | —   | 3:2            | 0:2              | –:–          | 2:5    | 0:4               | 1:4            | 0:2 | 0:4                |
| Fram Reykjavík             | 1:6                  | 2:0 | —              | 0:2              | 3:1          | 1:3    | 1:3               | 1:0            | –:– | –:–                |
| FH Hafnarfjörður           | 2:1                  | 3:1 | 3:1            | —                | 2:1          | 5:3    | –:–               | 5:1            | 1:2 | –:–                |
| UMF Stjarnan               | 0:3                  | 1:0 | –:–            | –:–              | —            | –:–    | 2:0               | 3:0            | 1:0 | 2:6                |
| Þór/KA                     | 0:2                  | –:– | –:–            | 0:3              | 1:0          | —      | –:–               | 2:1            | 1:2 | 4:1                |
| Þróttur Reykjavík          | 2:2                  | –:– | 3:1            | 4:1              | –:–          | 2:0    | —                 | 1:0            | –:– | 2:1                |
| UMF Tindastóll             | 1:5                  | 1:0 | –:–            | –:–              | 1:2          | 2:0    | 1:1               | —              | 2:2 | –:–                |
| Valur Reykjavík            | 0:3                  | 2:1 | 1:2            | 0:0              | 4:2          | 3:0    | 1:3               | –:–            | —   | 1:1                |
| Víkingur Reykjavík         | 2:4                  | –:– | 1:2            | 1:4              | 2:1          | 1:4    | 0:1               | 1:4            | –:– | —                  |
| Stand: 14. August 2025     |                      |     |                |                  |              |        |                   |                |     |                    |

## Meisterschaftsrunde
Die ersten sechs Mannschaften der Hauptrunde spielen nochmals jeweils einmal gegeneinander.

Die Ergebnisse und Punkte aus der Hauptrunde werden übernommen.

## Abstiegsrunde
Die letzten vier Mannschaften der Hauptrunde spielen nochmals jeweils einmal gegeneinander.

Die Ergebnisse und Punkte aus der Hauptrunde werden übernommen.